# Barangay (histórico)

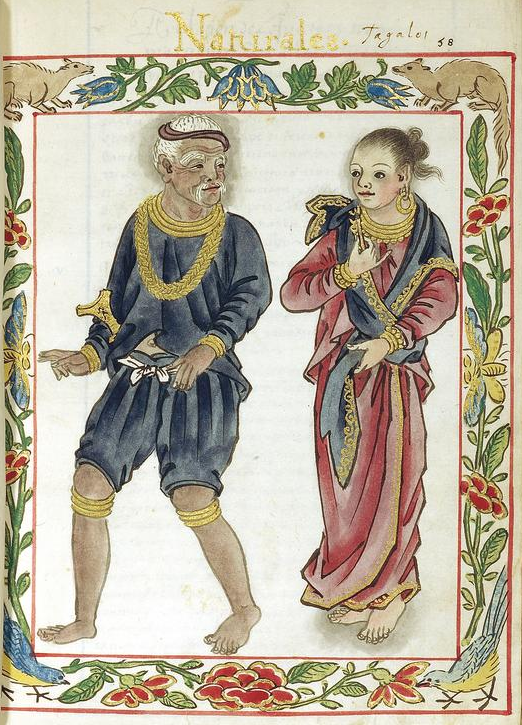
Matrimonio de la nobleza Datu en el Códice Boxer (1595)

En la Filipinas prehispánica, el barangay fue una compleja unidad sociopolítica que los historiadores han considerado como el patrón organizativo general de los pueblos indígenas del archipiélago filipino. Literalmente, el término barangay se refiere tanto a una casa sobre tierra como a una barca sobre el agua, conteniendo familias, y fue la unidad política básica de las Filipinas.
El periodo barángico de la Historia de Filipinas se caracteriza por su naturaleza nómada, con barangays que se transforman de asentamientos en flotas y viceversa, usando los recursos de madera según la situación. Fue el antropólogo filipino F. Landa Jocano quien definió este periodo de predominancia de Barangays (aproximadamente del siglo XIV al XVI) como periodo barángico.
A estas unidades sociopolíticas también se las conoce como estados barangay, aunque no es una forma de gobierno (en inglés, polity) del todo estatal. Por ello y por la falta de información que nos ha llegado de ellos, a menudo se les llama sencillamente Barangays. La evidencia sugiere un grado considerable de independencia como un tipo de ciudad-estado gobernado por datus, rajahs, lakans o sultanes. Los primeros cronistas mencionaron que el nombre evolucionó del término balangay, un tipo de barca muy usada en Filipinas antes de la llegada de los europeos.
Algunos barangays era poblaciones bien organizadas e independientes, de treinta a cien casas. Otro barangays se transformaron en pequeñas ciudades más cosmopolitas, como Maynila (Manila), Tondo, Panay, Pangasinan, Cebú, Bohol, Butuán, Cotabato, y Sulu (Joló).
Los históricos barangays no deben ser confundidos con los barrios de la actual Filipinas. Fueron oficialmente rebautizados como barangays por el Código Legal Filipino de 1991 homenajeando a los históricos barangays.

## Orígenes y etimología
Algunas teorías así como tradiciones orales locales dicen que originalmente barangays fueron los poblamientos costeros formados a raíz de la migración de los pueblos malayo-polinesios  que llegaron al archipiélago por mar de otros sitios del Sudesde Asiático. La mayoría de los barangays originales eran costeros o fluviales porque la dieta de estos pueblos estaba muy basada en el pescado como fuente de proteína. 
El término puede proceder de balangay, un tipo de barca emblemática y autóctona de Filipinas.

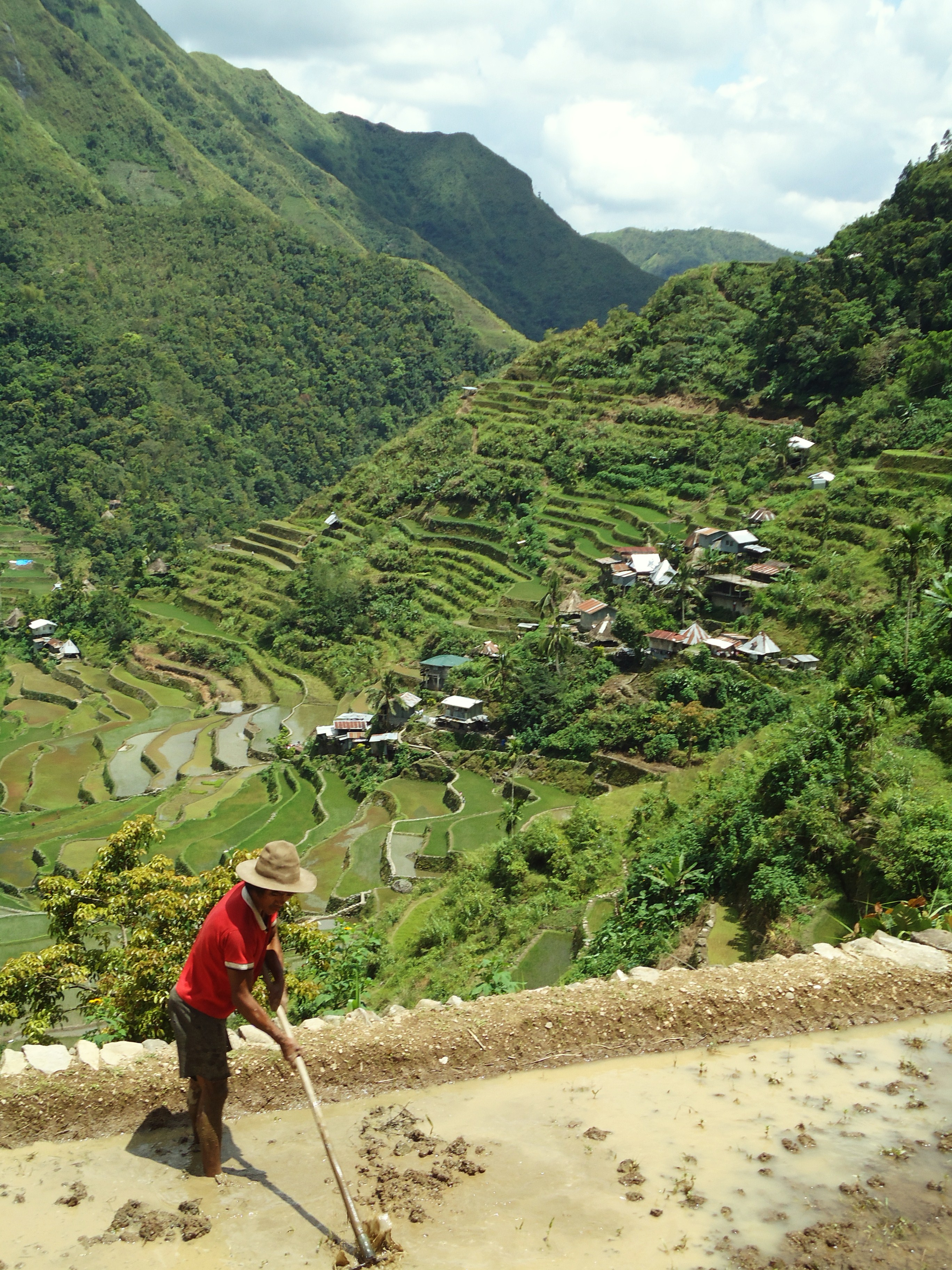
Arrozales de Filipinas, habitados por el pueblo ifugao desde hace dos milenios.

## Descripción
Históricamente, los primeros barangays empezaron siendo comunidades relativamente pequeñas de 30 a 100 familias (100-150 personas). Cuándo los españoles llegaron, se encontraron tanto con comunidades de veinte a treinta personas, como reinos de extenso territorio.
Las barangays costeras (particularmente deltas de río) eran más accesibles de comerciar con extranjeros y por lo tanto para un mejor desarrollo de la actividad económica. El comercio con otros países supuso además el contacto con su cultura y estilo de vida (se evidencian influencias de los japoneses, chinos Han, indios, y árabes.
Con el tiempo, las comunidades costeras tuvieron estructuras sociales desarrolladas (reinos soberanos) y se gobernaron por derechos reales y nobiliarios.

### Barangays menores
Existieron barangays que fueron comunidades alrededor de 30 a 100 casas, dirigidas por un Datu («jefe») o un dirigente con un título equivalente.  Esto era costumbre en los barangays de las regiones interiores, por lo que describieron los primeros españoles en llegar.

### Barangays mayores
Los barangays que más crecieron (como es el caso de Maynila, Tondo, el Madja-as de Panay, Pangasinan, Cebú, Bohol, Butuán, Cotabato, y Sulu o Joló) adoptaron un sistema de gobierno parecido al de las ciudades-estado, constando de las casas leales a un Datu, Rajá o Sultán. Un grupo barangays podía unirse para formar unidades políticas más cosmopolitas.  A los gobernantes de estos barangays se les reservaba entonces el derecho a elegir de entre ellos al datu supremo (en inglés, Paramount Datu). Estos sistemas de gobierno (polity, pl. polities en inglés) a veces tuvo otros nombres (como bayan en las regiones de cultura tagala) pero como la terminología varía de caso a caso, los historiadores como Jocano o Scott se refieren a ellos como «barangays mayores».
Los títulos del datu supremo también varían en cada caso: Sultán en las áreas islamizadas de Mindanao; Lakan entre los tagalos; Thimuay Labi entre los subanon (Mindanao), Rajá en los barangays que comerciaban sobre todo con Indonesia y Malasia; o sencillamente Datu en algunas áreas de Mindanao y las Bisayas.

#### Alianzas entre Datus Supremos
A menudo, estos Datus Supremos, Rajanes y Sultanes se aliaban con los dirigentes de barangays cercanos para extender su influencia política a través de un área geográfica más grande (pero no sus reclamaciones territoriales).  Un el ejemplo relevante fue el caso de los Datus Supremos de Maynila y Tondo, quienes tuvieron una alianza sobre los pueblos de Bulacan y Pampanga antes de la llegada de los españole.

## Estratificación y organización social
Algunos barangays en sitios costeros de Panay, Manila, Cebú, Joló y Butuán, con culturas urbanas y relaciones de comercio con otros países asiáticos, se establecieron en principalidades antes de la llegada de los españoles. En estas regiones, aunque la mayoría de estos barangays no fueren poblamientos grandes, aun así se organizaron en sociedades que fueron dominadas por un mismo tipo de aristocracia (una forma de gobierno en donde el poder se encuentra en manos de una clase privilegiada de carácter hereditario. La clase aristocrática, también llamada clase Datu, eran presumiblemente los descendientes de los primeros pobladores de las islas. Algunos de estos derechos hederitarios de corte noble han pervivido en el presente en áreas poco hispanizadas y sobre todo en las partes islamizadas del sur de Filipinas, en la gran isla de Mindanao.
| Clase                                                | Título             | Descripción |
| ---------------------------------------------------- | ------------------ | --- |
| Los Maginoo (Clase gobernanta)                       | Rajá o Lakán.      | Dirigente Supremo de una confederación de estados Barangay. En un confederación forjada por alianzas entre Barangays, los Datu locales escogen a un Jefe Supremo de entre ellos; su decisión comunal deberá ser basada en el coraje en batalla, el liderazgo y la red de lealtades del Datu. |
| Los Maginoo (Clase gobernanta)                       | Datu               | Los Datus eran maginoo con leales personales (dulohan o barangay). Entre sus responsabilidades se incluía: gobernar y proteger a sus pueblo, ejercer de líder militar y resolver conflictos. Los Datus recibían servicios y productos agrícolas de sus feudo. |
| Los Maginoo (Clase gobernanta)                       | Maginoo            | Maginoo Comprendido la clase gobernanta de Tagalogs, Ginoo era ambos honorific para ambos hombres y mujeres. Panginoon Era maginoo con muchos esclavos y otra propiedad valiosa como casas y barcas. El apellido estuvo enfatizado encima riqueza; el nouveau riche era derogatorily referido a tan maygintawo (socio con muchísimo riches). Los miembros incluyeron: quienes podrían reclamar apellido noble, miembros del datu familia. |
| Los Maginoo (Clase gobernanta)                       | Sultán             | Gobernador potente de una provincia dentro del caliphate o dinastías de regiones islámicas. Su posición estuvo heredada por un descenso directo en un real bloodline quién podría reclamar las lealtades del datu. Sultans Apechugó con relaciones extranjeras con otros estados, y podría declarar guerra o dejar subordinar datus para declarar guerra si necesidad ser. El sultán tuvo su tribunal, un primer ministro (gugu), un heredero al trono (Rajah Muda o príncipe de corona), un tercer-ranking dignitary (Rajah Laut, o señor de mar) y asesores (pandita). |
| Timawa y Maharlika (la clase media y hombres libres) | Timawa             | No-esclavos que la lata los sujetó al Datu de su elección. Podrían utilizar y legar una porción de barangay tierra. En Luzon, su responsabilidad principal al datu era trabajo agrícola, pero podrían también trabajo en fisheries, acompañar expediciones, y barcas de fila. También podrían actuar servicios irregulares, gusta festines de soporte o casas de complexión. En Visayas, no pagaron ningún tributo y rendered no trabajo agrícola. Eran seafaring guerreros quién los ató a un datu. El miembro incluyó: illgetimate niños de Maginoo y esclavos y anteriores alipin quién pagó de sus deudas. |
| Timawa y Maharlika (la clase media y hombres libres) | Maharlika          | Clase de guerrero del barangay, rendered servicios militares al Datu y pagados para su equipamiento propio y armas. También recibieron una participación del estropea. |
| Alipin y Uripon (los esclavos)                       | Alipin Namamahay   | Esclavos quién vivió en sus casas propias aparte de su deudor. Si el alipin la deuda provino insolvencia o acción judicial, el alipin y su deudor estado de acuerdo en un periodo de indenture y un valor monetario equivalente en intercambio para él. El alipin namamahay estuvo dejado para cultivar una porción de barangay tierra, pero esté requerido para proporcionar una medida de threshed arroz o un tarro de vino de arroz para los festines de su maestro. Venga siempre que suyo maestro llamado para cosechar cultivos, casas de complexión, barcas de fila, o llevar cargo. El miembro incluido: quienes tienen heredó deudas de namamahay padres, timawa quién fue a deuda, y anterior alipin saguiguilid quién casado y estuvo dejado para vivir exterior de maestro casa. |
| Alipin y Uripon (los esclavos)                       | Alipin Saguiguilid | Esclavos quién vivió en la casa de su deudor y era enteramente dependiente encima le para alimentario y refugio. Macho alipin sagigilid quién casó era a menudo levantado a namamahay estado, porque sea más económico para su maestro (como opposed a apoyarle y su familia nueva bajo el mismo techo). Aun así, hembra alipin sagigilid era raramente permitted para casar. El miembro incluido: los niños nacidos en la casa y los niños del deudor de padres quién era demasiado pobre de levantarles. |

### Barangays en las islas Bisayas
En más desarrollado barangays en Visayas (p. ej. Cebú, Bohol, y Panay) cuál nunca fue conquistado por España pero era subjugated como vasallos mediante pactos, tratados de paz, y alianzas recíprocas, el datu estuvo al frente del orden social en un sakop o haop (en otro lugar referido a tan barangay).
Este orden social estuvo dividido a tres clases. Los miembros del tumao clase (cuál incluye el datu) era la nobleza de descenso real puro, comparado por el Códice de Boxeador a los señores españoles titulados (señores de título). Bajo el tumao era la clase de guerrero del vasallo sabida como el timawa, caracterizado por el Jesuit sacerdote Francisco Ignatio Alcina como "el tercer rango de nobleza" y por el conquistador Miguel de Loarca como "hombres libres, ni jefes ni esclavos". Estos eran personas de nobleza más baja quién estuvo requerido a render servicio militar al datu en caza, guerras de tierra (Mangubat o Managayau), o redadas de mar (Mangahat o Magahat). Aparte de este, el timawa también pagó impuestos y tributo (buwis o handug) y era a veces llamado a para trabajo agrícola al datu, aunque los vasallos personales del datu puede ser eximir de tales obligaciones (el último estuvo caracterizado por el Códice de Boxeador como "caballeros y hidalgos). Bajo el timawa era el oripun clase (commoners y esclavos), quién rendered servicios al tumao y timawa para deudas o favores.
Para mantener pureza de bloodline, el tumao normalmente casar sólo entre su clase, a menudo buscando alto ranking novias en otro barangay, secuestrándoles, o contrayendo brideprices en oro, esclavos y joyas. Entretanto, el datu mantener su marriageable hijas secluded para protección y prestigio. Estos bien-guarded y protegidos highborn las mujeres se apellidaron binokot (literalmente "veiled" o "swaddled"), y el datu de descenso puro (al menos para cuatro generaciones) se apellidó potli nga datu o lubus nga datu.

### Barangays en las regiones tagalas
El tipo diferente de cultura prevalent en Luzon dio un menos establo y más complejo estructura social al pre-colonial Tagalog barangays de Manila, Pampanga y Laguna. Participando en un comercio más extenso que aquellos en Visayas, habiendo la influencia de Bornean contactos políticos, y comprometiendo en cultivar arroz mojado para un viviente, el Tagalogs estuvo descrito por el fraile agustiniano español Martin de Rada tan más comerciantes que guerreros, y poseídos prácticas religiosas distintas respecto de anitos y dambanas.
La estructura social más compleja del Tagalogs era menos establo durante la llegada de los españoles porque siga en un proceso de diferenciar. El sacerdote jesuita Francisco Colin hizo un intento de dar una comparación aproximada de él con el Visayan estructura social en medio del siglo XVII. El plazo datu o lakan, o apo refiere al jefe, pero la clase noble al cual el datu pertenecido a estuvo sabido como el maginoo clase. Cualquier miembro macho del maginoo la clase puede devenir un datu por consecución personal.
El plazo timawa refiriendo a freemen vino en uso en la estructura social del Tagalogs dentro de justo veinte años después del viniendo de los españoles. El plazo, aun así, era incorrectamente aplicado a anterior alipin (más común y clase de esclavo) quiénes han huido bondage por pago, favor, o vuelo. Además, el Tagalog timawa no tuvo la prominencia militar del Visayan timawa. La clase de guerrero equivalente en el Tagalog la sociedad era presente sólo en Laguna, y estuvieron sabidos como el maharlika clase.
En el fondo de la jerarquía social es las miembros del alipin clase. Hay dos subclases principales del alipin clase . El aliping namamahay quién poseyó sus casas propias y sirvió sus maestros por pagar tributo o trabajando en sus campos eran el commoners y serfs, mientras el aliping sa gigilid quién vivió en sus maestros' las casas eran las criadas y esclavos.

## Hispanización
A la llegada del español, más pequeño antiguo barangays estuvo combinado para formar ciudades en un resettlement el proceso sabido como Reducción. La política coaccionó habitantes de varios lejanos-flung y esparció barangays para mover a un centralizado cabecera (ciudad) dónde una iglesia nuevamente construida estuvo situada. Esto dejó el gobierno español para controlar el movimiento de la población indígena, a fácilmente facilitar Christianization, para conducir cuentas de población, y para recoger tributos. Cada barangay dentro de una ciudad era al mando del cabeza de barangay (barangay jefe), quién formó parte del Principalía - la élite clase gobernanta de los municipios de las Filipinas españolas. Esta posición estuvo heredada del datu, y vino para ser sabido como tal durante el régimen español.  El Monarca español gobernado cada barangay a través del cabeza, quién también recogió impuestos (tributo llamado) de los residentes para la Corona española.

## Diferencia con el moderno barangay
La palabra barangay en el uso moderno se refiere a la división administrativa más pequeña en las Filipinas, también conocida por su anterior nombre de origen español, barrio. Este uso moderno para barangay fue adoptado durante la administración del Presidente Ferdinand Marcos cuando organizó la sustitución de los antiguos barrios y consejos municipales. Este acto fue finalmente aprobado ley bajo el Código de Gobierno Local de 1991.
Hay un sinfín de diferencias entre el Barangay barrio y el Barangay histórico. La principal diferencia estaría en la naturaleza misma del concepto; mientras que la palabra moderna representa una entidad geográfica, el barangay precolonial expresa la lealtad a un jefe (datu).  En la época más temprana de la colonización española era inusual para los filipinos vivir junto a otras que perteneciesen a diferente barangay.  Además, mientras que el moderno barangay depende del gobierno, el barangay precolonial era independiente o estaba unido a una confederación.